# Samantha Siqueiros
Samantha Siqueiros (La Paz, Baja California Sur, 13 de septiembre de 1994) es una actriz mexicana. Es conocida por haber interpretado al personaje de Victoria Franco, en la serie Vikki RPM (2017), y a Camille, en Berlín (2023).

## Biografía y carrera
Siqueiros nació el 13 de septiembre de 1994 en La Paz, Baja California Sur, México. Comenzó su carrera como actriz en el año 2016. Su primera aparición fue en la película mexicana de 2016: Baila. Ese mismo año tuvo la oportunidad de actuar en la telenovela mexicana: Vino el amor. Además de aparecer en capítulos de La Rosa de Guadalupe y Como dice el dicho.
Un año más tarde en 2017, tuvo la oportunidad de protagonizar la serie televisiva de Nickelodeon: Vikki RPM en el papel de Victoria Franco. Luego de conseguir el personaje, tuvo que mudarse a Miami, Florida, Estados Unidos, para comenzar las grabaciones del proyecto. De acuerdo a Siqueiros, le fue complicado conseguir el protagónico de la emisión, por lo que con su participación en dicha producción tuvo como objetivo inspirar a las jóvenes que no saben cómo encaminarse en la vida. El mismo año, participó en la telenovela, Sin tu mirada.
En 2023, fue parte del reparto de la serie española Berlín, un spin-off de La casa de papel.
En 2024 se unió al reparto de La encrucijada, serie española de televisión para Atresplayer y Antena 3 que será estrenada en 2025.

## Filmografía
| Año       | Título                         | Personaje                                       |
| --------- | ------------------------------ | ----------------------------------------------- |
| 2016      | Baila                          |                                                 |
| 2016      | Vino el amor                   |                                                 |
| 2016-2018 | La Rosa de Guadalupe           | Varios personajes                               |
| 2016-2017 | Como dice el dicho             | Varios personajes                               |
| 2017      | Vikki RPM                      | Victoria "Vikki" Franco                         |
| 2017      | La Velocidad De La Luz         | Victoria "Vikki" Franco                         |
| 2017      | Milagros de Navidad            | Kathy Martínez                                  |
| 2017-2018 | Sin tu mirada                  | Ana                                             |
| 2018-2019 | Señora Acero                   | Rosario Franco de Acero #2                      |
| 2019      | No te puedes esconder          | Natalia Saldaña Boyero / Amalia Sánchez Saldaña |
| 2022      | El secreto de la familia Greco | Sabrina Greco Ochoa                             |
| 2023      | Berlín                         | Camila "Camille" Duran                          |
| 2025      | Velvet: el nuevo imperio       | Ana Velázquez                                   |
| 2025      | La encrucijada                 | Julia                                           |

## Premios y nominaciones
| Año  | Premiación          | Categoría       | Trabajo   | Resultado |
| ---- | ------------------- | --------------- | --------- | --------- |
| 2017 | Kids' Choice Awards | Actriz favorita | Vikki RPM | Nominada  |